# Ngụy vương Giả
Ngụy vương Giả (chữ Hán: 魏王假, trị vì: 227 TCN – 225 TCN), tên thật là Ngụy Giả (魏假), là vị vua thứ tám và là vua cuối cùng nước Ngụy - chư hầu thời Chiến Quốc trong lịch sử Trung Quốc.
Ngụy Giả là con Ngụy Cảnh Mẫn vương – vua thứ 7 nước Ngụy. Năm 228 TCN, Ngụy Cảnh Mẫn vương mất, Ngụy Giả lên nối ngôi.
Khi Ngụy vương Giả lên ngôi, nước Ngụy đã rất suy yếu trước sự xâm lấn nhiều đời của nước Tần. Đất đai nước Ngụy chỉ còn quanh vùng kinh đô Đại Lương, không còn đủ sức phản kháng quân Tần.
Năm 225 TCN, tướng Tần là Vương Tiễn đánh vào Đại Lương. Ngụy vương Giả cố thủ trong thành. Vương Tiễn tháo nước sông vào thành. Ngụy vương Giả không giữ nổi, phải ra đầu hàng.
Ngụy vương Giả làm vua được 3 năm, không rõ kết cục ra sao, mất năm nào.
Tần vương Chính chiếm phần còn lại của nước Ngụy lập ra quận huyện mới. Nước Ngụy từ Ngụy Văn hầu tới Ngụy vương Giả gồm có 8 đời vua thuộc 8 thế hệ.